# Apterobrachys wilhelminae
Apterobrachys wilhelminae là một loài bọ cánh cứng trong họ Tenebrionidae. Loài này được Z. Kaszab miêu tả khoa học đầu tiên năm 1986.